# 乙酸镍
乙酸镍也称醋酸镍，是镍的乙酸盐，化学式为Ni(CH3COO)2，有时简写为Ni(OAc)2或NiAc2。乙酸镍可以以无水物、二水合物和四水合物的形式存在。常用于电镀。有醋酸气味，受热时分解。

## 制备
乙酸镍可以由碳酸镍和乙酸反应得到：
NiCO3 +  2 CH3CO2H   + 3 H2O →   Ni(CH3CO2)2·4 H2O  +  CO2

## 性质
四水合乙酸镍是绿色晶体，X射线衍射表明它具有八面体结构。中心镍原子由四个水分子和两个乙酸根配位。四水合物可以在真空中和乙酸酐反应或直接加热来脱水。
乙酸镍可以促进硼氢化钠的水解。

## 应用
乙酸镍可用作催化剂、分析试剂、织物媒染剂。也应用于电镀工艺中，用于镀镍、金属着色。有时在营养剂中会将其作为补充微量元素镍的成分添加，与其它维生素、微量元素类一同制成复方制剂，用于营养不良、病后虚弱等。